# Petrovirivka
Petrovirivka (ukrajinsky Петровірівка, rusky Петроверовка) je vesnice o rozloze 6,64 km v Oděské oblasti Ukrajiny. Podle sčítání lidu z roku 2001 žije zde 2954 osob. To je jedna z největších vesnic Berezivského rajónu.
Obec byla založena v roce 1814. Do roku 1927 se jmenovala Petroverovka. Na počest Říjnové revoluce sovětská vláda změnila název na „Žovteň“ (ukrajinsky Жовтень, rusky Жовтень). Vesnice byla známá pod tímto jménem až do roku 2016.
Ve vesnici se narodil akademik RAV Teodor Il'jič Ojzerman.